# Oedothorax seminolus
Oedothorax seminolus är en spindelart som beskrevs av Ivie och Barrows 1935. Oedothorax seminolus ingår i släktet Oedothorax och familjen täckvävarspindlar. Inga underarter finns listade i Catalogue of Life.